# محمد حسن فقي
محمد حسن بن محمد بن حسين فقي. (1914 - 2004)، أديب وكاتب وشاعر سعودي راحل.

## نسبه
ينتسب الشاعر محمد حسن فقي إلى السادة الأشراف الشهابيون السماهدة المنتشرون في سمهود بمصر، وضبا وتبوك والوجه والمدينة المنورة بالمملكة العربية السعودية ومنهم مؤرخ المدينة المنورة الإمام نور الدين علي السمهودي. اسمه الكامل هو محمد حسن بن محمد بن حسين بن عثمان بن عبد الله بن حمد بن مضلوم بن حمد بن محمد بن أحمد شهاب الدين الأصغر بن حسن بن عمر بن محمد بن حسين بن علي بن عبد الرحمن بن عبد الله الأكبر بن أحمد شهاب الدين الأكبر (الشهابي) والذي ينتهي نسبه إلى الحسن المثنى بن الامام الحسن المُجتبى السبط بن علي بن أبي طالب رضي الله عنهم.

## مولده
ولد الشاعر محمد حسن فقي بمدينة مكة المكرمة في (17) ذي القعدة عام 1332 هـ، الموافق 1914م.

## نشأته
تلقى علومه بمدرستي الفلاح بمكة المكرمة، وجدة، وتخرج من مدرسة الفلاح بمكة المكرمة.وثقف نفسه بنفسه ووسع معارفه بالاطلاع على شتى كتب الأدب القديمة والحديثة، وكتب التاريخ والفلسفة، وغيرها.ودخل عالم الأدب من باب الهواية، وبدأ نظم الشعر وكتابة المقال الأدبي وهو في سن الثانية عشرة، وكانت أول قصيدة نشرت له بعنوان (فلسفة الطيور) في مجلة (الحرمين) القاهرية.

## أعماله
- عمل أستاذًا للأدب العربي والخط بضعة أشهر بمدرسة الفلاح.
- ساهم في تحرير جريدة صوت الحجاز, ثم جريدة البلاد.
- كان أول مدير عام لمؤسسة البلاد الصحفية.
- ثم عين رئيسًا لتحرير جريدة (صوت الحجاز).
- ثم انتقل للعمل بوزارة المالية والاقتصاد الوطني فقضى شطرًا كبيرًا من حياته متنقلًا في وظائفها.
- ثم عين مديرًا عامًا بها، وبعد ذلك عين سفيرًا للملكة في أندونيسيا أيام مؤتمر (باندونج)،
- ثم نائبًا لرئيس ديوان المراقبة العامة بالرياض، ثم طلب الإحالة للتقاعد للتفرغ لأعماله الخاصة.

## مؤلفاته
له مؤلفات منها:
- نظرات وأفكار في المجتمع والحياة «في جزئين».
- وهذه هي مصر.
- فيلسوف.
- مذكرات وأفكار حول الحياة.
- الأجيال.
- مجموعة قصصية.
- بحوث إسلامية.
- ملحمة شعرية في رحاب الأولمب.
- ترجمة حياة
- مذكرات رمضانية

### دواوينه الشعرية
- قدر ورجل.
- رباعيات.
- صدرت أعماله الكاملة في ثمانية مجلدات عام 1985 .[3]

## مقتطفات من قصائده
من قصيدة: في ظـلام التيه
تبدَّدت الحقيقةُ في خَيَالي ..... فليست مثلما خَطرتْ بِبَالِي
وكنت أظنها ماءً زلالاً ..... فكدت أَغَصُّ بالماء الزلال
وسرت على الجلامد فاستبانت ..... خطاي وما استبانت في الرمال!
فما أدري أأحمد شر حال ..... لأسعد ..أم أُذَمِّم خير حال?!
دلفت إلى الحديقة والدوالي ..... تئن بها فأطرب للدوالي!
ينير البدر رقعتها وحيناً ..... تزخرفها السحائب بالظلال
مشيت بها فأسكرني عبير ..... يقود المنتشين إلى الجمال!
وجئت لكرمة فوجدت فيها ..... جموع الدود تزحف كالنمال
تئن، فما يكف الدود عنها ..... ويُمعن في الزراية والنّكال!
وقالت دودة، عجبا فإني ..... أكاد أموت من فرط الهُزال
فكيف نكفّ عن طعم شهي ..... ويصرفنا الأنين عن النوال?!
وما كفوا، فإن الجوع يقضي ..... بأكلك ..من حرام أو حلال!
قوانين الطبيعة ليس فيها ..... مجاملة .فدعك من الخيال!
وقفت مفكرا، فإذا بطير ..... يزف عليَّ ..من قمم الجبال
يرى في الدود مائدة فيهوي ..... ويفتك باليمين ..وبالشمال!
فما منقارُه إلا حديدٌ ..... سيطحنهم به طحنَ الثِّفَال!
وماج الدود ثم جرى حثيثاً ..... ليفلت من مخالبه الطوال
وثم رأيت في الأجواء نسرا ..... له عينان تومض كالنِّصال
يتيه كأنه قد عز حتى.. ..... تفرد في الفضاء بلا مثال
رآه الطير فاستحذى وأمسى ..... كأنْ قد عاد يرسُف في حبال
تخوفه، كأن الموت حتمٌ ..... عليه فليس يطمع في المحال!
إذا الخوف استبد فلا ترجّي ..... لصاحبه السلامة ..في النضال!
لقد غال الفرائس حين أضحى ..... فعاد فريسة ..قبل الزوال!
وجال النسر في الأجواء حينا ..... أكان يشك في ضيق المجال?!
وشاهده امرؤ يمشي الهُوينَى ..... ويسرح بين أودية الخيال!
إذا أيامه ذهبت هباءً ..... فما حفلت بجدواه الليالي!
تطلع نحوه ..والقوس يُدمي ..... أنامله ..ليصرع بالنبال!
فسدده إلى النسر المجلي ..... فخر إلى التراب من الأعالي!
عجبت له، فجئت إليه أسعى ..... فلم أر غير مٌنتكس القَذَال!
ولم أرغير كوم من تراب ..... يبعثره الهواء ولا يبالي...!
فأين المجد يمرح باختيال ..... وأين السطو يفخر باغتيال?!
مضى وغدا هباء في هباء ..... وظل الدهر يضحك للمآل!
من قصيدة: مرارة الذكرى
مشى في ركاب الحب جذلانَ في الضحى ..... وأمسى . وما يُشفيه إلا التَّرهُّبُ!
وكيف تريدين التجلد من فتى ..... يرى روحه من جرحه تتسرب?!
لَشَتان قلب في الحياة منعم ..... وقلب شقي بالحياة معذب!
وشتان ما بيني وبينك صائد ..... يخيب، وظبي نافر يتهرب!
وتنسين . ما أنسى ـ كما قلتِ ـ لحظة ..... أعادت جديبي في الهوى وهو مخصب!
رأيت الرضا فيها يلوح بوجهه ..... كما لاح في وجه السماوات كوكب!
لقد عشت ما ألقى سوى الصاب مشربا ..... وهذا النمير العذب يسقي فأشرب!
وهذا الجمال العبقري يُثيرني ..... ويُرفد نهري، بعد أن كاد ينضب!

## وفاته
توفي عن 93 عاما في منزلة بمدينة جدة في يوم السبت 16 شعبـان 1425 هـ 2 أكتوبر 2004.